# La Neuville-lès-Bray
La Neuville-lès-Bray is een gemeente in het Franse departement Somme (regio Hauts-de-France) en telt 260 inwoners (1999). De plaats maakt deel uit van het arrondissement Péronne.

## Geografie
De oppervlakte van La Neuville-lès-Bray bedraagt 4,1 km², de bevolkingsdichtheid is 63,4 inwoners per km².
De onderstaande kaart toont de ligging van La Neuville-lès-Bray met de belangrijkste infrastructuur en aangrenzende gemeenten.

## Demografie
Onderstaande figuur toont het verloop van het inwonertal (bron: INSEE-tellingen).